# Lucien Sève
Pour la substance, voir Sève.
Lucien Sève, né le 9 décembre 1926 à Chambéry et mort le 23 mars 2020 à l'hôpital Antoine-Béclère de Clamart, est un philosophe français d'inspiration marxiste.
Militant politique, il occupe des responsabilités au sein du Parti communiste français étant notamment élu au comité central en 1961. Il s’en éloigne à partir de 1984 et le quitte définitivement en 2010.
Il marque l’histoire des idées de ce courant de pensée qu’il contribue à renouveler, surtout à partir des années 1980.

## Biographie
Fils de gérants d'une petite maison d'édition, Lucien Sève fait ses études secondaires au lycée de Chambéry, puis poursuit en khâgne au lycée du Parc à Lyon.
Il est admis à l'École normale supérieure en 1945 et obtient l'agrégation de philosophie en 1949. 
Professeur de philosophie au lycée français de Bruxelles, il est révoqué pour « propagande marxiste-léniniste » en mai 1950. Nommé à Chaumont, il échappe à la révocation définitive de l'Éducation nationale en acceptant d'être affecté en 1952 à une unité disciplinaire de l'armée en Algérie. À son retour, il enseigne la philosophie dans les classes terminales de lycée, notamment au lycée Saint-Charles, à Marseille.
Il publie en 1956 une anthologie commentée des grands textes laïcs qui le conduit à approfondir la philosophie universitaire française au XIXe siècle ; il y montre le rôle joué par Victor Cousin dans la lutte contre le matérialisme et la dialectique sous le Second Empire.
Membre du Parti communiste français depuis septembre 1950, il est élu au comité central de ce parti en 1961 et en reste membre jusqu'en 1994.
En 1964, un article paru dans la revue L'École et la Nation, « Les “dons” n'existent pas », a un important retentissement et le fait connaître bien au-delà du public enseignant. Cet article contribue, avec la publication des Héritiers de Pierre Bourdieu et Jean-Claude Passeron, à renouveler la critique des politiques scolaires, en mettant en évidence le caractère éminemment social des inégalités scolaires.
Il publie en 1969 Marxisme et théorie de la personnalité. Cet ouvrage donne lieu à un débat très vif avec Louis Althusser à propos de l'interprétation de la VIe thèse sur Feuerbach de Marx et de la conceptualisation de l'« essence humaine ».
De 1970 à 1982, Sève dirige Les Éditions sociales, une maison d'édition du PCF.
En 1980 paraît Une introduction à la philosophie marxiste, ouvrage qui dresse un tableau critique de la philosophie classique et des apports des grands penseurs matérialistes antiques, ainsi que de Marx et Engels, Lénine, Gramsci et Mao Zedong.
En 1984, Lucien Sève appelle à une « refondation » communiste, qu'il ne conçoit que sur la base d'une étude approfondie de l'œuvre de Marx et d'Engels et qu'il présente dans Communisme, quel second souffle ? Il s’éloigne alors du Parti communiste.
Membre du Comité consultatif national d'éthique de 1983 à 2000, il promeut le concept de « personne potentielle » pour résoudre les nombreuses contradictions que l'éthique, médicale en particulier, doit affronter. En 1994, il présente le résultat de son expérience et de ses réflexions dans Pour une critique de la raison bioéthique.
Sa réflexion, toujours dans la même perspective, le porte à s'interroger sur l'existence et les apports du matérialisme dialectique dans l'étude de la nature : Sciences et dialectiques de la nature (1998). Ce travail est prolongé par la publication en 2005 du livre Émergence, complexité et dialectique sous la coordination de Janine Guespin-Michel ; le chapitre central s'adresse particulièrement aux scientifiques et démontre l'utilisation possible des catégories dialectiques dans l'épistémologie des systèmes dynamiques non linéaires. Six contributions de scientifiques complètent la discussion sur ces catégories.
Il s'engage à partir de 2004 dans la publication d'une synthèse en plusieurs volumes, « Penser avec Marx aujourd'hui », dont le premier tome s'intitule Marx et nous, le deuxième L'Homme ?, le troisième La Philosophie ? et le quatrième Le Communisme ?
L'ensemble de son œuvre est une interrogation sur l'essence humaine et sur la place de la personne dans une conception matérialiste dialectique et historique. Ce travail est prolongé en 2006 dans un ouvrage qui fait le point de la question et réunit quatre articles parus dans diverses revues ou journaux : Qu'est-ce que la personne humaine ? - Bioéthique et démocratie.

Il démissionne du PCF à l’issue des élections régionales d'avril 2010, dénonçant ce qu'il voit comme un « raidissement dans la pratique démocratique » d’un parti qui « n’a pas réussi à se transformer ». Il ajoute dans une lettre aux militants qu'il n'arrête pas le combat : 

« Pour où je pars ? Pour un où qui n’existe pas encore, un où à construire d’une façon à inventer, même si je considère par exemple qu’une structure fort modeste telle que Communistes unitaires peut être bien utile pour engager ce qui doit l’être. »

Son analyse, qui suscite parfois de vives réactions à l'échelon local, suggère des voies à suivre pour transformer le PCF et une stratégie pour la mise en place du communisme tel qu'il le conçoit, qui s'inspirerait de la thèse stratégique de Marx selon laquelle « l'émancipation des travailleurs sera l'œuvre des travailleurs eux-mêmes. »
Les 9 et 10 décembre 2016, un colloque « Philosophie, Anthropologie, Émancipation : autour de Lucien Sève » est organisé à l'occasion de ses 90 ans, à l'École normale supérieure et à la Sorbonne, par la fondation Gabriel Péri en partenariat avec le Séminaire Marx au XXIe siècle, Paris-1 (IHRF), le séminaire Lectures de Marx (ENS Ulm), la GEME (Grande Édition de Marx et d'Engels), Les Éditions sociales, La Dispute et Espaces Marx.
Lucien Sève meurt à l'âge de 93 ans de la Covid-19 le 23 mars 2020.

## Prix
- 2008 : Prix de l'Union rationaliste pour l'ensemble de son œuvre[12]

## Œuvres
- « Pavlov, Lénine et la psychologie » [1952], dans La Raison, Cahiers de psychopathologie scientifique, n° 9-10, 1954, p. 79-96.
- L'École et la laïcité : anthologie commentée des grands textes laïques, Chambéry, EDSCO, 1965.
- « Henri Lefebvre et la dialectique chez Marx », La Nouvelle Critique, n° 94, mars 1958, p. 55-89.
- La Différence — deux essais : Lénine, philosophe communiste ; Sur « La Somme et le Reste » d'Henri Lefebvre, Paris, Les Essais de la Nouvelle critique, 1960.
- La Philosophie française contemporaine et sa genèse de 1789 à nos jours, précédé de Philosophie et politique, Paris, Éditions sociales, 1962.
- « Les “dons” n'existent pas », L'École et la Nation, octobre 1964, p. 39-64. Réédition dans Carnets rouges, n°21, janvier 2021[13]
- Marxisme et théorie de la personnalité, Paris, Éditions sociales, 1969 (5e édition 1981, avec les postfaces à la 2e édition [1972] et à la 3e [1973]; traduit en vingt langues).
- « Marxisme et « essence humaine » - Réponse à Bernard Chouvier », La Nouvelle Critique, n° 54 (nouvelle série), juin 1972, p. 92-95.
- Avec Catherine Clément et Pierre Bruno, « Psychanalyse et matérialisme historique » [1972], dans Pour une critique marxiste de la théorie psychanalytique, Paris, Éditions sociales, 1973, p. 195-268.
- Ouvrage collectif, « Analyses marxistes de l'aliénation: religion et économie politique » [1973], dans Philosophie et religion, Paris, CERM/ Éditions sociales, 1974, p. 203-254.
- « Introduction à Karl Marx et Friedrich Engels », dans Textes sur la méthode de la science économique (édition bilingue), Paris : Éditions Sociales, 1974, p. 7-31.
- « Lénine et le passage pacifique au socialisme », conférence au CERM, reprise dans Le XXIIe Congrès, développement léniniste de la stratégie de révolution pacifique, Cahiers du communisme, n° 6, juin 1976, p. 48-68.
- Avec Jean Fabre et François Hincker, Les Communistes et l'État, Paris, Éditions sociales, 1977.
- Une introduction à la philosophie marxiste, suivie d'un vocabulaire philosophique, Paris, Éditions sociales, 1980 (1re, 2e et 3e éditions).
- « Où en sommes-nous avec le socialisme scientifique ? », La Pensée, n° 232, mars-avril 1983, p. 39-61.
- Structuralisme et dialectique, Paris : Messidor/Éditions Sociales, 1984.
- Ouvrage collectif, La Personnalité en gestation, dans Je/Sur l'individualité, Paris, Messidor/Éditions Sociales, 1987, p. 211-249.
- « Actuel Vygotski », Actuel Marx, n° 2, 1987.
- En collaboration, Recherche biomédicale et respect de la personne humaine, Rapport du Comité consultatif national d'éthique, Paris, La Documentation française, 1988.
- « Dialectique et psychologie chez Vygotski », Enfance, t. 42, n° 1-2, 1989.
- Communisme, quel second souffle ?, Paris, Messidor/Éditions Sociales, 1990.
- Pour une critique de la raison bioéthique, Paris, Éditions Odile Jacob, 1994.
- « La question du communisme », intervention au Congrès Marx international (septembre 1995), dans Congrès Marx international, Paris, Actuel Marx/PUF, p. 275-285.
- « Althusser et la dialectique », dans Althusser philosophe, sous la direction de Pierre Raymond, Paris, Actuel Marx/PUF, 1997, p. 105-136.
- « Alternative socialiste ou visée communiste ? », intervention au Colloque d'Actuel Marx sur « Le socialisme aujourd'hui » (Nanterre, octobre 1997), Regards, n° 31, janvier 1998, p. 21-23.
- Ouvrage collectif, coordination Lucien Sève, « Nature, science, dialectique: un chantier à rouvrir », dans Sciences et dialectiques de la nature, Paris : Éditions La Dispute, 1998, p. 23-247.
- Commencer par les fins : la nouvelle question communiste, Paris, Éditions La Dispute, 1999.
- « Argenteuil: des apparences d'un texte aux réalités d'un affrontement », dans Aragon et le Comité central d'Argenteuil, Les annales de la Société des amis de Louis Aragon et Elsa Triolet, no 2, 2000, p. 49-71.
- « Émancipation sociale et libre développement de chacun », Cahiers d'histoire, n° 80-81, 3e-4e trimestre 2000, p. 111-124.
- « Sciences de l'homme et de la société, la responsabilité des scientifiques », Actes des journées d'études tenues en 1996 et 1998, Réseau national pluridisciplinaire Sciences de l'homme et de la société, éthique et déontologie des métiers de la recherche, sous la direction de Jean-Paul Terrenoire, préface de Lucien Sève, Paris-Budapest-Torino, L'Harmattan, 2001  (ISBN 2747513718).
- Ouvrage collectif sous la direction d'Yves Clot, « Quelles contradictions ? : à propos de Piaget, Vygotski et Marx », dans Avec Vygotski, Éditions La Dispute, 1999 (2e édition, 2002).
- « Historische Individualitätsformen », dans Historisch-kritisches Wörterbuch des Marxismus, sous la direction de W.F.Haug, Berlin, Éditions Argument, tome 6/1, 2004.
- Penser avec Marx aujourd'hui. I. Marx et nous, Paris, Éditions La Dispute, 2004. [présentation en ligne]
- Ouvrage collectif, coordonné par J. Guespin-Michel, « De quelle culture logico-philosophique la pensée du non-linéaire a-t-elle besoin ? », dans Émergence, complexité et dialectique: sur les systèmes dynamiques non-linéaires, Paris : Éditions Odile Jacob, 2005  (ISBN 2738116264).
- Qu'est-ce que la personne humaine?: bioéthique et démocratie, Paris : Éditions La Dispute, 2006  (ISBN 9782843031328).
- Penser avec Marx aujourd'hui. II. L'homme?, Paris : Éditions La Dispute, 2008  (ISBN 9782843031694).
- « Psychologie en crise, personnalité en cause ? », Vygotski maintenant (dir. Y. Clot), Paris, La Dispute, 2012.
- « Marx penseur de l’individualité humaine. De l’affaire Bakhtine au cas Vygotski », Contretemps, n° 15 2012.
- Aliénation et émancipation, Paris : Éditions La Dispute, 2012  (ISBN 9782843032356).
- Penser avec Marx aujourd'hui. III. La philosophie ?, Paris, Éditions La Dispute, 2014  (ISBN 9782843032561).
- Pour une science de la biographie, suivi de « Formes historiques d'individualité », Paris, collection « Les parallèles », Éditions sociales, 2015  (ISBN 9782353670208).
- « Vygotski : une démarche dialectique en psychologie », Histoire, culture, développement : questions théoriques, recherches empiriques. Actes du 6ème séminaire international Vygotski (dir. J.-Y. Rochex, C. Joigneau, J. Netter), 2016.
- Octobre 1917. Une lecture très critique de l'historiographie dominante, suivi d'un choix de textes de Lénine, Paris, Éditions sociales, 14 septembre 2017  (ISBN 9782353670383).
- Capitalexit ou catastrophe. Entretiens avec Jean Sève, Paris, éditions La Dispute, 2018. [présentation en ligne]
- « Où est Marx dans l’œuvre et la pensée de Vygotski », intervention au Séminaire international Vygotski, 2018.
- Penser avec Marx aujourd'hui. IV. Le communisme ? Première partie, Paris, éditions La Dispute, 2019.
- Interventions, Paris, La Dispute, 2020.
- Penser avec Marx aujourd'hui. IV. Le communisme ? Seconde partie. Quel communisme pour le XXIe siècle ?, Paris, La Dispute, 2021  (ISBN 9782843033216).

## Articles
Articles parus dans la revue La Pensée, d'après la liste établie par Lise Devreux:
- L'actualité de Matérialisme et empiriocriticisme, numéro 85, mai-juin 1959.
- Panorama de la philosophie française contemporaine: 
  - I. Coup d'oeil préalable sur le XIXe siècle, numéro 88, novembre-décembre 1959.
  - II. Transformation de la philosophie française, numéro 89, janvier-février 1960.
  - III. Le matérialisme depuis 1920, numéro 90, mars-avril 1960.
  - IV. L'idéalisme depuis 1920, numéro 91, mai-juin 1960.
  - V. Les troisièmes voies, numéro 92, juillet-août 1960.
- Sur la conception marxiste de la responsabilité, numéro 101, janvier-février 1962.
- Méthode structurale et méthode dialectique, numéro 135, septembre-octobre 1967.
- Réponse à Maurice Godelier, numéro 149, janvier-février 1970.
- Karl Marx: sur la reproduction des rapports de production. Présentation, numéro 156, mars-avril 1971.
- L'édition en France des classiques du marxisme-léninisme, numéro 156, mars-avril 1971.
- Marxisme et théorie de la personnalité. Postface de la deuxième édition française, numéro 162, mars-avril 1972.
- Une science en gestation: la psychologie de la personnalité, numéro 175, mai-juin 1974.
- Transition et catégories dialectiques: sur quelques aspects philosophiques des problèmes, numéro 196, novembre-décembre 1977.
- Sur la catégorie de possibilité. Notes pour une recherche, numéro 202, novembre-décembre 1978.
- Enseignement philosophique. Sur l'enjeu de la lutte, numéro 213-214, juillet-septembre 1980.
- Un marxisme résolument concret, numéro 232, mars-avril 1983.
- Où en sommes-nous avec le socialisme scientifique?, numéro 232, mars-avril 1983.
- De nouveau: structuralisme ou dialectique?, numéro 237, janvier-février 1984.
- Concepts d'une exposition, numéro 246, juillet-août 1985.
- Découverte de Vygotski: « Pensée et langage », numéro 247, septembre-octobre 1985.
- Le jeune Marx, l'histoire et l'Etat. Réflexions sur la contribution de François Furet, numéro 249, janvier-février 1986.
- Une approche matérialiste de la foi en mouvement, numéro 249, janvier-février 1986.
- Pour une philosophie de la paix, numéro 250, mars-avril 1986.
- Un regard marxiste sur la bioéthique, numéro 252, juillet-août 1986.
- Pour une éthique publique de la recherche biomédicale, numéro 261, janvier-février 1988.
- Hegel et le marxisme français. Notes personnelles sur une histoire collective, numéro 262, mars-avril 1988.
- Rousseau selon l'ordre des contraires, numéro 267, janvier-février 1989.
- La Pensée et le mouvement. Sciences de la nature, matérialisme et dialectique en 1939 et en 1989, numéro 270-271, juillet-octobre 1989.
- Ontologie: l'objectif et le subjectif, numéro 275, mai-juin 1990.
- Le concret et l'abstrait, numéro 277, septembre-octobre 1990.
- Marx penseur du possible. Sur un livre de Michel Vadée, numéro 297, janvier-mars 1994.
- Nietzsche ou l'impossible immoralisme, numéro 299, juillet-septembre 1994.
- La raison au XXe siècle, numéro 316, octobre-décembre 1998.
- Traduire Marx: le travail linguistique, travail théorique, numéro 360, octobre-décembre 2009.
- L'utopie en débat, numéro 361, janvier-mars 2010.
- Le rejet de la dialectique, numéro 382, avril-juin 2015.

## Documentaire
- Les 3 vies de Lucien Sève, philosophe, réalisé par Marcel Rodriguez (Métis Films, 2018).